# Falling Down (filme)
Falling Down (bra: Um Dia de Fúria; prt: Um Dia de Raiva) é um filme de drama policial de 1993 dirigido por Joel Schumacher e escrito por Ebbe Roe Smith. Michael Douglas interpreta o papel principal de William Foster, um divorciado e desempregado de uma firma de defesa. O filme gira em torno de Foster que provoca uma série de ocorrências violentas em Los Angeles, tentando chegar a casa de sua ex-mulher a tempo para a festa de aniversário de sua filha. Ao longo do percurso, uma série de incidentes, tanto banais como provocatórias, o levam a reagir com violência e fazer observações sardónicas sobre a vida, a pobreza, a economia, e capitalismo. Robert Duvall interpreta Martin Prendergast, um sargento da LAPD no dia de sua aposentadoria, que enfrenta suas próprias frustrações, ao mesmo tempo que se dedica a encontrar Foster.

## Sinopse
Martin Prendergast (Robert Duvall) é um policial no seu último dia de trabalho antes de se aposentar,que começa a identificar um padrão que incrimina  William Foster (Michael Douglas), um homem que está emocionalmente perturbado porque perdeu o emprego e vai encontrar-se com Beth (Barbara Hershey), a sua ex-mulher e  sua filha, sem querer reconhecer que o seu casamento já terminou há muito tempo.
No caminho que percorre, William vai punindo,as vezes com a morte, todos os que aparecem no seu caminho e abusam de uma boa vontade que ele já perdera há muito tempo, como comerciantes estrangeiros, membros de uma gangue, trabalhadores que fecham uma rua, trabalhando sem razão apenas para não ter seus salários reduzidos, e um neonazista dono de uma loja que oferece artigos bélicos, que destrói o presente que William pretendia entregar à filha em seu aniversário, justamente nesse dia.

## Elenco
- Michael Douglas (William Foster)
- Robert Duvall (Martin Prendergast)
- Barbara Hershey (Beth)
- Tuesday Weld (Amanda Prendergast)
- Rachel Ticotin (Sandra Torres)
- Frederic Forrest (Dono da loja)
- Lois Smith (Mãe de William)
- Joey Hope Singer (Adele)
- Raymond J. Barry (Capitão Yardley)
- D.W. Moffet (Detetive Lydecker)
- Steve Park (Detetive Brian)
- Kimberly Scott (Detetive Jones)
- James Keane (Detetive Keene)

## Bilheteria e recepção
O filme arrecadou $40.9 milhões contra um orçamento de $25 milhões. Foi o filme número um do fim de semana durante as suas duas primeiras semanas de lançamento (26-28 de fevereiro a 5-7 de março de 1993).
Comentários sobre o filme foram geralmente positivas. Falling Down detém uma classificação de 73% "certificado fresco" na Rotten Tomatoes e uma pontuação de 56 de 100 ("críticas mistas ou média") no Metacritic. Roger Ebert, que deu ao filme uma crítica positiva no momento de seu lançamento, afirmou de William "D-Fens" Foster:
O que é fascinante sobre o personagem de Douglas, como está escrito e interpretado, é o núcleo de tristeza em sua alma. Sim, no momento em que encontrá-lo, ele tem ido sobre a borda. Mas não há nenhuma alegria em sua fúria, não há liberação. Ele parece cansado e confuso, e em suas ações, ele inconscientemente segue os scripts que ele pode ter aprendido com os filmes, ou no noticiário, onde outros desajustados frustrados desabafam sua raiva em pessoas inocentes.
Tasha Robinson de The A.V. Club tem sido crítico do filme: "É aparentemente concebida como uma espécie de comédia de humor negro sobre os pequenos aborrecimentos da vida, e como eles podem acumular-se e tornar-se tão enlouquecedor que ao longo da violência catártica do início parece ser a única opção satisfatória. Mas a reação violenta de Douglas ao seu entorno, e da forma como o filme trata praticamente todos em torno dele como sem valor, e apresenta sua violência como a recompensa de comédia, transforma-o em um tom surdo, auto-piedade lamento sobre a terrível perseguição de frente para a maioria oprimida em uma era do politicamente correto e crescente multiculturalismo. No seu feio, mundo distorcido, quase todos, mas esse louco é burro, incompetente, e ofensivo, e sua única solução possível é para limpar alguns desses perdedores ao largo da face da terra, depois morrer. É um filme profundamente odioso disfarçado alternadamente (e de forma irregular) quer como tragédia ou humor".
James Berardinelli escreveu "Falling Down é repleto de humor negro, quase ao ponto onde ele poderia ser classificado como uma 'comédia de humor negro'". John Truby chama o filme "uma história anti-Odisseia "sobre" a mentira do sonho americano". Ele acrescenta: "Não me lembro de rir tanto em um filme".
Escritor do The Washington Post Hal Hinson observou "como ele fez em Fatal Attraction e Wall Street, Douglas leva novamente o manto simbólico do Zeitgeist. Mas em Falling Down, ele e Schumacher querem ter seu bolo e comê-lo, pois eles querem que ele seja um herói e um vilão, e ele simplesmente não vai funcionar".
Na época de seu lançamento, o pai de Douglas, o ator Kirk Douglas, declarou: "Ele interpretou de forma brilhante. Eu acho que é o melhor pedaço de trabalho até à data". Ele também defendeu o filme contra os críticos que afirmavam que ele glorifica transgressões da lei: "O personagem de Michael não é o 'herói' ou 'mais novo ícone urbano'. Ele é o vilão e a vítima, vemos muitos elementos de nossa sociedade que contribuíram para a sua loucura. Nós até temos pena dele. Mas o filme nunca tolera suas ações".

### Controvérsia
A Korean American Coalition protestou sobre o filme pelo seu tratamento das minorias, especialmente o dono da mercearia coreana. A Warner Brothers da Coreia cancelou o lançamento de Falling Down na Coreia do Sul após ameaças de boicote. Trabalhadores desempregados da defesa também ficaram irritados com seu retrato no filme. Falling Down tem sido descrita como uma exploração definitiva da noção de "homem branco com raiva"; o personagem D-FENS foi destaque nas capas de revistas, incluindo a revista Newsweek na edição de 29 de março de 1993, e relatado como uma forma de realização do estereótipo.

### Influências
A cena de abertura dos créditos compartilha a mesma atmosfera claustrofóbica com a sequência inicial de 8½ de Fellini, em cada uma das duas sequências há um homem em seu carro, preso no trânsito em uma passagem subterrânea cheia de fumaça, que está se sentindo cada vez mais em desacordo com a realidade em que vive, as duas histórias, em seguida, partem de maneiras bastante distintas na forma da evasão, arte e irrealidade no cinema, violência e insanidade de Fellini, no caso de Joel Schumacher.

### Na cultura popular
The Simpsons, mais tarde, usa o personagem de Douglas como modelo para um personagem especial do programa, Frank Grimes, no episódio "Homer's Enemy".
Iron Maiden em 1995 no single Man on the Edge, que foi baseado no filme, incluindo um coro composto por simplesmente as palavras, "falling down".
A banda de rock americana Foo Fighters baseou o videoclipe da canção "Walk" na trama de Falling Down.

## Prêmios e nomeações
- Festival de Cannes 1993, nomeou para Palma de Ouro (Joel Schumacher)[19]
- Edgar Award 1994, ganhou o prêmio de Melhor Filme Roteiro (Ebbe Roe Smith)